# Torpedo Odessa
Torpedo Odessa (ukr. Футбольний клуб «Торпедо» Одеса, Futbolnyj Kłub "Torpedo" Odesa) – ukraiński klub piłkarski z siedzibą w Odessie.

## Historia
Chronologia nazw:
- 193?—19??: Torpedo Odessa (ukr. «Торпедо» Одеса)

Drużyna piłkarska Torpedo Odessa została założona w mieście Odessa w latach 30. XX wieku. Zespół występował w rozgrywkach lokalnych. W 1949 zdobył mistrzostwo Ukraińskiej SRR. Potem występował w mistrzostwach i Pucharze obwodu odeskiego, dopóki nie został rozformowany.

## Sukcesy
- Mistrzostwo Ukraińskiej SRR:

mistrz: 1949